# Tylecodon hallii
Tylecodon hallii är en fetbladsväxtart som först beskrevs av H. Tölken, och fick sitt nu gällande namn av H.Tölken. Tylecodon hallii ingår i släktet Tylecodon och familjen fetbladsväxter. Inga underarter finns listade i Catalogue of Life.